# Batalla de San Quintín (1871)
La batalla de San Quintín, librada el 19 de enero de 1871 durante la guerra franco-prusiana cerca de la ciudad francesa de San Quintín, se saldó con una victoria del ejército prusiano, que abortó el intento francés de levantar el asedio al que estaba sometido París.
Mientras el ejército prusiano de Guillermo I sitiaba París, el I ejército prusiano bajo el mando de Augusto Carlos von Goeben fue enviado hacia el norte de la ciudad contra las tropas francesas. Después de un primer intento fallido de levantar el asedio en la batalla de Bapaume, los franceses planeaban otro intento.
Von Goeben marchó hacia el norte y enfrentó al ejército francés al mando del general Louis Léon César Faidherbe cerca de San Quintín. El ataque prusiano acabó en una clara derrota de las fuerzas francesas. El mismo día, el general Trochu intentó, también sin éxito, romper el sitio de París.